# レイプ・リベンジ・ムービー
レイプ・リベンジ・ムービー（rape and revenge film、rape-revenge film）とは、映画のサブジャンル。内容によって、エクスプロイテーション映画、ホラー映画、スリラー映画にカテゴライズされる。ストーリーは、単独あるいは複数のレイプに端を発し、被害者本人または被害者の親族・恋人などが犯人に対してリベンジする。『アレックス』のように暴力描写が物議の対象となることがある。

## 代表的なレイプ・リベンジ・ムービー
- 処女の泉（1960、スウェーデン）
- 雨の訪問者（1970、フランス）
- 鮮血の美学（1972、アメリカ）
- 女囚701号/さそり（1972、日本）
- ゼイ・コール・ハー・ワン・アイ〜血まみれの天使〜（1973、スウェーデン）
- 狼よさらば（1974、アメリカ）
- 追想（1975、フランス）
- リップスティック（1976、アメリカ）
- ウィークエンド（1976、カナダ）
- ヒッチハイク（1977、イタリア）
- 悪魔のえじき（発情アニマル）（1978、アメリカ）
- 白昼の暴行魔（1978、イタリア）
- 真夜中の狂気（英語版）（1980、イタリア）
- 天使の復讐（英語版）（1981、アメリカ）
- ロサンゼルス（1982、アメリカ）
- ダーティハリー4（1983、アメリカ）
- 殺意の夏（1983、フランス）
- ハンドガン（1983、アメリカ）
- レッドソニア（1985、アメリカ）
- ファラ・フォーセット/レイプ・殺意のエンジェル（英語版）（1987、アメリカ）
- 地獄の女アンドロイド（1991、アメリカ）
- 女盗賊プーラン（1994、インド）
- ワイルドシングス（1998、アメリカ）
- フリーズ・ミー（2000、日本）
- アレックス（2002、フランス）
- 復讐者に憐れみを（2002、韓国）
- ワイルドシングス2（2004、アメリカ）
- 心霊写真（2004、タイ）
- ワイルドシングス3（2005、アメリカ）
- 親切なクムジャさん（2005、韓国）
- ハードキャンディ（2006、アメリカ）
- ブラッド（2007、アメリカ）
- 女性鬼（英語版）（2007、アメリカ）
- シャッター（2008、アメリカ）
- ラスト・ハウス・オン・ザ・レフト 鮮血の美学（英語版）（2009、アメリカ）
- ミレニアム　ドラゴン・タトゥーの女（2009、スウェーデン）
- アイ・スピット・オン・ユア・グレイヴ（英語版）（2010、アメリカ）
- ワイルドシングス4（2010、アメリカ）
- 悪魔を見た（2010、韓国）
- ドラゴン・タトゥーの女（2011、アメリカ）
- 私が、生きる肌（2011、スペイン）
- ファインド・アウト（2012、アメリカ）
- バッド・ガール（2012、アメリカ）
- アイ・スピット・オン・ユア・グレイヴ2（英語版）（2013、アメリカ）
- ワイルドカード（2015、アメリカ）
- エル ELLE（2016、フランス＝ベルギー＝ドイツ）
- バース・オブ・ネイション（2016、アメリカ）
- REVENGE リベンジ（2017、フランス）
- プロミシング・ヤング・ウーマン（2020、アメリカ）

## フェミニストの視点から
レイプ・リベンジ・ムービーは批評家の高い関心を集めている。多くはフェミニスト的視点からのもので、このジャンルで描かれた男女の性的力関係と、より一般的な、映画から受ける衝撃について考察している。たとえば、アレクサンドラ・ヘラー＝ニコラス著『Rape-Revenge Films: A Critical Study』（2011年）はこのジャンルについて幅広い分析が試みた本である。この中で著者は「レイプ-リベンジ」という語の単純な理解に異議を唱え、「復讐代行者の復讐行為の道義性ほどには性的暴行の治癒には触れない」映画に一般化されることは避けるべきだと示唆している。